# Les Grandes Gueules (caricature)
Pour les articles homonymes, voir Les Grandes Gueules (homonymie).
Les Grandes Gueules est une série de caricatures, réalisée par les dessinateurs Jean Mulatier, Patrice Ricord et Jean-Claude Morchoisne, entre 1970 et 1986. Les caricatures sont publiées d'abord en quatrième de couverture du magazine Pilote et ensuite réunies sous forme d'albums. Le premier album sera publié en 1979, suivront 10 autres titres. L'idée de départ provient d'une série de caricatures hebdomadaires en noir et blanc intitulée le Croqué de la semaine, réalisée par Jean Mulatier pour Télé 7 jours en 1969. Le principe est alors repris en couleur pour la série de caricatures de Pilote, qui voit l'association des trois dessinateurs Ricord, Mulatier et Morchoisne. En dehors du trio, d'autres dessinateurs ont aussi participé à la série, dont Jean Solé, Jean-Louis Goussé et Jean-Michel Renault. Morchoisne, Mulatier et Ricord reprennent ensuite la série de caricatures en couverture de Mormoil, revue qu'ils fondent après leur départ de Pilote. Le premier recueil des Grandes Gueules publié en 1979 regroupe un florilège des caricatures réalisées pour Pilote, Mormoil, et d'autres magazines dont Der Spiegel (caricature d'Helmut Schmidt), Playboy (Faycal d'Arabie), Stern (Franz Josef Strauss et Léonid Brejnev), et de caricatures originales dessinées pour l'album.

## Albums
- Les Grandes gueules, édition du Pont Neuf 1979  (ISBN 2-7191-0077-3)
- Grandes gueules de France, édition Atelier 786 1980   (ISBN 2-903403-01-5)
- Grandes gueules par deux textes de Pierre Desproges, édition de l'Atelier 1981  (ISBN 2-903403-03-1)
- Grandes gueules Superstars, édition de l'Atelier 1981,  (ISBN 2-903403-04-X)
- Grandes gueules à poils, édition Dervish publication 1000 1983,  (ISBN 2-903403-07-4)
- Le livre d'or des Grandes gueules, édition Dervish publication 1000 1983,  (ISBN 2-903403-09-0)
- Le ciné-club des grandes gueules, édition Dervish Publication 1000 1983,  (ISBN 2-903403-06-6)
- Ces animaux qui nous gouvernent édition Glénat 1984  (ISBN 2-903403-10-4)
- Ces animaux qui nous gouvernent, tome 2, édition Glénat 1985  (ISBN 2-903403-13-9)
- Télé, ton univers impitoyable, édition Glénat 1985  (ISBN 2-90340-312-0)
- Quoi choisir, 50 millions de grandes gueules, édition Glénat 1986  (ISBN 2-903403-14-7)